# Morawanocetus
Morawanocetus — рід вимерлих примітивних вусатих китів із родини Aetiocetidae, який існував під час чатського етапу олігоценової епохи.
Його скам'янілості були знайдені в північній частині Тихого океану.
Morawanocetus був названий Barnes et al. в 1995 році, який описав вид M. yabukii. Три нових види, які датуються 17–19 мільйонами років тому, були знайдені між 2000 і 2005 роками під час проекту розширення дороги в Каліфорнії. Ці три нові екземпляри Morawanocetus, роду, який, як вважають, вимерли приблизно п’ять мільйонів років тому, були виявлені поруч із четвертим зразком, який все ще перебуває на стадії підготовки, який явно має зубний ряд археоцета.
Morawanocetus був розбіжним, з широким черепом, витонченими щоками, короткою шиєю. Перші скам'янілості Morawanocetus були знайдені в формації Morawan верхнього олігоцену Хоккайдо чатського віку. Останні знахідки - це перші скам'янілості Morawanocetus, знайдені в Каліфорнії, рід більш відомий в Японії.